# Amikace
Amikace (z latinského amicus – přítel) je pojem využíváný především ve vztahu k dětem. Dítě, byť má méně zkušeností, je partnerem v rovnocenném vztahu. Vztah by neměl být vychýlen na jednu či druhou stranu, neformuje děti, dává jim prostor. To neznamená, že dospělý dělá, co si dítě zamane.
Amikace je antimanipulativní vzdělávání, které je velmi volnou formou pedagogiky, někdy je proto řazena k tzv. postpedagogické komunikaci. Za průkopníka lze považovat pedagoga Hubertuse von Schoenebecka.